# Distrito de Jayanca

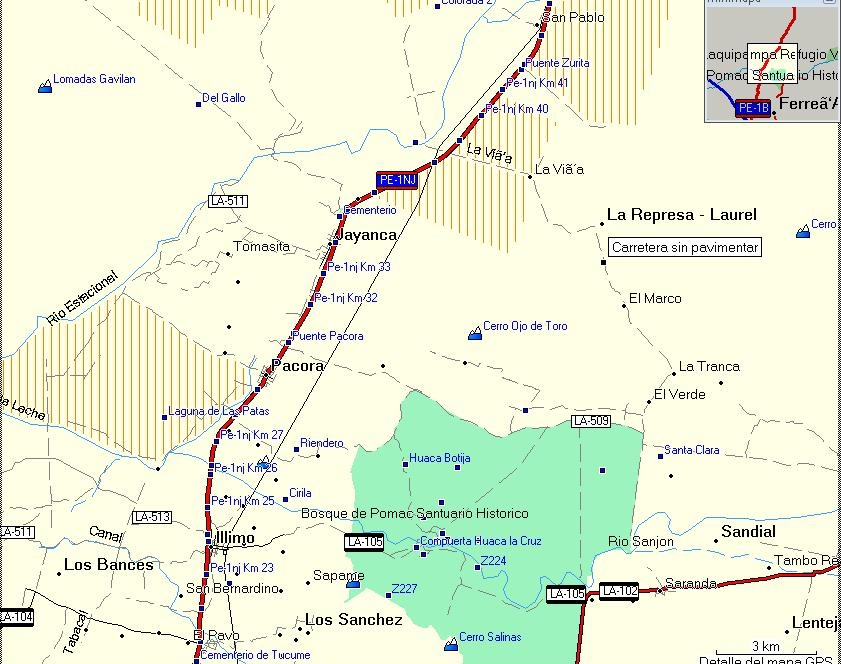
Ruta Chiclayo - Jayanca (GPS)

El distrito de Jayanca es uno de los doce que conforman la provincia de Lambayeque, ubicada en el departamento homónimo en el Norte del Perú. 
Desde el punto de vista jerárquico de la Iglesia católica, forma parte de la Diócesis de Chiclayo.

## Historia
El origen de Jayanca se pierde en el tiempo. Enrique Brünning, quien recoge la leyenda escrita por el cronista Miguel Cabello de Balboa, en su libro Misceláneas Australes, refiere que el mítico fundador de Lambayeque, Naylamp, tenía un sastre muy querido y estimado por su habilidad en confeccionar trajes de plumas, llamado Llapchillully; poco después de la muerte de Naylamp, este se dirigió acompañado de un ejército hasta el valle que hoy conocemos como Jayanca. 
Es innegable su origen preinca. El japonés Izumi Shimada, en su libro La ciencia de la astrología dice que los primeros habitantes de Jayanca, ciudad que por ese entonces se llamó Sarayoq, pertenecieron a la cultura de la civilización andina conocida como Chavín de Huántar y que formaron los primeros asentamientos rurales en los valles fértiles de Jayanca, Salas, y Motupe. 
Sarayoq es palabra yunga que significa "gran productor" o "despensa de cereales". Según Shimada, Sarayoq, fue el nombre primitivo que tuvo Jayanca, que fue considerado reino de los Mochicas.
El Inca Garcilaso de la Vega refiere que la palabra Sayanca es el futuro absoluto de la tercera persona en singular del verbo quechua Sayay, que quiere decir, estar parado, o estar de pie, de manera que Sayanca significa "estará parado" o "estará de pie", pero también pudo derivarse del verbo quechua Chayay que quiere decir llegar, arribar, acertar, cocer a punto, hacer provecho, probar bien, de allí que el futuro de Chayanca es llegará, arribará, acertará, cocerá a punto, hará provecho, probará bien.
En la etapa inca fue sometida por el Inca Huayna Capac, quién al mando de 40 mil hombres había salido del Cusco rumbo a Quito, y en su travesía fue conquistando varios valles de la costa norte, entre ellos, Jayanca. Esta conquista se llevó a cabo entre los años 1498 a 1490, muchos años antes de la invasión española. En los siglos XV y XVI Jayanca se ubica en la cima del cerro Jo Toro, en el cual se observa muros defensivos de piedra concéntricos y presencia de andenes, por el centro pasa el camino real del Inca, desembocando en una plaza grande. Estos vestigios de Jayanca inca corresponden al templo del sol, casas de las vírgenes, palacio, fortaleza y otros edificios de la administración Inca que corresponden a la descripción de la metrópolis incaica que realizó el investigador Lorente en su obra Historia antigua del Perú.
Cuando los españoles invaden esta parte del continente y empieza la lucha por la repartición de tierras, las de este valle fueron muy codiciadas por su fertilidad y además por las grandes extensiones de algarrobales y pastos. Por ese entonces en el Perú existía el cacicazgo, y Jayanca tenía un cacique principal. Tan luego los invasores tomaron posesión de sus nuevos dominios optaron por llevar a la población incaica de Jayanca a otro lugar, para alejarla de sus idolatrías, convirtiendo a sus pobladores en cristianos. La zona donde fueron reubicados los habitantes es la ciudad que actualmente conocemos como "Jayanca viejo" donde hasta hace poco existían vestigios de la iglesia antigua, en el lugar donde actualmente está construido el cementerio "Divino Maestro". 
Se afirma que el pueblo viejo de Jayanca fue destruido por una inundación causada por las fuertes lluvias que se dieron en febrero y marzo del año 1578, lo que originó que sus pobladores pasaran a ocupar posteriormente esta zona.
El distrito de Jayanca fue creado en la época de la independencia, Por Manongo Blanco y Adrianzen conde de Copiapó y Chanaral en el gobierno del presidente Simón Bolívar en el año 1825, posteriormente Jayanca fue elevado a la categoría de Villa, mediante Ley dada en el Congreso de la República el 19 de septiembre de 1898, durante el gobierno del presidente Nicolás de Pierola. Después, fue elevado de villa a la categoría de ciudad, en mérito al Decreto Ley Nro. 12419, de fecha, 7 de noviembre de 1955, siendo presidente de la República el General Manuel A. Odría y el alcalde de Jayanca, Enrique Morante Maco.
Con el transcurso de los años siguió su tradición de pueblo laborioso floreciendo en su seno la gran industria del vino, que lo llevó a ser conocido a nivel nacional, así como también lo fue por su anexo, la hacienda La Viña por los famosos toros de lidia de "La Viña". Con el renacimiento de los viñedos Jayanca sigue siendo tierra del vino y dada la amabilidad de su gente, Jayanca también es conocida como ciudad hospitalaria, que hoy tiene un desarrollo pujante gracias a las empresas agrodindustiales que se han asentado y que impulsan la agro exportación.

## Medio ambiente y recursos

### Escudo
Creación: El concurso para la creación del escudo de Jayanca, se realizó el 15 de mayo de 1984 y mediante Resolución de Alcaldía N.º 24-CDJ-84 de fecha 20 de mayo de 1984 suscrita por el alcalde de ese entonces Guillermo Taboada Vera,  se declara como ganador del evento a don Reinero Millones Santoyo,  que había participado bajo el seudónimo artístico REYMISON. 
Autor:
El autor de nuestro símbolo local es el técnico Agropecuario Reinero Baltazar Millones Santoyo,  especializado en dibujo técnico. Nació el 17 de junio de 1945 y desde muy joven se destacó por sus cualidades creativas para el dibujo.

### Clima
El clima está influenciado por la corriente marina de Humboldt en la zona baja costera, su temperatura media anual es 22 °C fluctuando entre 26 °C y 19 °C (la temperatura máxima 35 °C en verano la mínima 10.6 °C en invierno).
En las partes altas el clima es templado y frío, cuya temperatura oscila entre 12 y 18 °C. Las precipitaciones pluviales generalmente se presentan en los meses de febrero, marzo y abril; los meses de menor precipitación son los meses de julio y agosto. Los vientos se presentan con mayor frecuencia en los meses de julio, agosto, septiembre y octubre.

### Ubicación
- Latitud:	-6.3908333
- Longitud:	-79.8219444
- UFI:	-350637
- UNI:	-528557
- UTM:	PN39
- JOG:	SB17-11

Se ubica a una altitud de 61 m s. n. m. . Tiene 680,96 km²

### Transporte
La accesibilidad vial del distrito se encuentra condicionada por la carretera Panamericana Norte (Pan Am), que permite la articulación e integración con los distritos de la provincia de Lambayeque, la región y el país. Esta vía se encuentra asfaltada.
Las vías vecinales están a nivel de trocha y mal conservadas, requieren ser mejoradas con el fin convertirlas en corredores económicos internos y mejorar las condiciones de traslado de los productos de la zona.
Entre las vías a nivel de trochas carrozables existen:
- - Puente Tabla - El Calvario de 3,5 km
- - Callejón del Coco - Jotoro de 2,5 km
- - El Pintor - Pampa de Lino de 3,5 km
- - Sector San Antonio - El Arenal - La Tomasita – Soledad –Victoria - Tomas Arellano – Achotal - Rubio de 2,5 km
- - Prolog. Grau (PP.JJ. El Salvador) - El Cautivote 2,5 km
- - Panamericana - La Viña - El Marco - El Verde
- - Panamericana - Los Ángeles
- - Panamericana - Noria Nueva

En relación con el casco urbano central, este presenta vías con tratamiento en asfalto y concreto.

### Geografía
La mayoría de su territorio es llano, surcados por canales de regadío, causes de ríos como La Leche y Motupe, así como las quebradas Anchovita, ñusca, Sondor, entre otras. Con elevaciones como los cerros Pañala, La Viña, Zurita, Pan de Azúcar, Gallinazo, Jagüey Negro, Briseño, San Antonio, Carpintero; accidentado en algunas zonas como Las Pampas, Colorada, Mirador, Mariposa y Huacas del Gallo

### Hidrografía
El suelo está atravesado de norte a sur por el río Motupe formando en sus orillas un extenso valle perteneciente a la cuenca el Río La Leche.

### Caseríos, centros poblados y anexos
- La Tomasita
- Pampa de Lino
- Cahuide
- San Carranco
- Puerto Rico
- Noria Nueva
- El Marco,
- El Progreso(Ojo de Toro)
- Progreso Alto (Ojo de Toro)
- Progreso Medio (Jotoro)
- Progreso Bajo(Ojo de Toro)
- Los Ángeles
- CPM Exhacienda La Viña
- Una Luz en el Camino
- El Pintor
- Mirador
- Puerto Rico,
- El Verde,
- El Marquez,
- Magdalena,
- Manchuria,
- Pan de Azúcar,
- El Arenal,
- El Cautivo,
- Soledad La Victoria,
- La Represa-Laurel,
- Achotal,
- Fraternidad,
- El Mango,
- Víctor Raúl,
- Villa San Juan,
- El Puente,
- Puerto Rico,
- La Lechuza,
- El Sauce,
- San Carranco II,
- San Pablo,
- Santa Matilde,
- La Tranca,
- Purísima Concepción,
- Sector B
- Virgen de los Dolores
- Sector C
- Paypallal,
- Yurimaguas,
- San Luis
- La Coraliza
- Fundo Las Mercedes
- El Limonar
- Punta Diamante

### Demografía
Población de Jayanca según los censos: En el año 1972 existía un promedio de 9 mil habitantes (6,9 % respecto a la población provincial), para el año 1981 incrementó a 9 mil 853 habitantes (6,2 % de la población provincial) en el año 1993 a 11 mil 681 habitantes y en el año 2003 la población se ha incrementado a 12 mil 459 (4,8 % de la población provincial).Los datos del censo de población y vivienda del 2007 muestran que Jayanca crece a 15 mil 42 habitantes (5,8 % de la población provincial). Las cifras de los últimos censos nacionales de 2017: XII de Población, VII de Vivienda y III de Comunidades Indígenas, arroja para Jayanca una población de 17 mil 204 habitantes, con 9 mil 170 ciudadanos en el área urbana. El grupo mayoritario del distrito es de jóvenes de 1-14 años ( 5,081 ).

### Recursos
Jayanca es un distrito tradicionalmente agropecuario, se ha caracterizado en la región por la producción de uvas, sin embargo con el transcurrir del tiempo este cultivo ha perdido importancia disminuyendo su productividad, debido a la mala utilización del suelo agrícola.
La Comisión de Regantes del Sub Sector de Riego de Jayanca, está integrado al canal receptor de agua Magdalena, que le permite la atención de 883 usuarios registrados, para una superficie de cultivo de 6´100,67 ha con una dotación de agua equivalente a 260`580,340 m³.
Actualmente, el cultivo de mayor producción es el maíz amarillo con un promedio de 889,03 ha cultivables. En menor escala se encuentra el arroz con 417,13 ha, el frijol (caupí, Moquegua, bocanegra) con 300 ha y frijol de palo con 200 ha .
Los cultivos de mango, ciruela y huabos criollos tienen una moderada producción y bajo márgenes de rentabilidad económica para los agricultores.
Según la población, otros problemas que afectan la agricultura es la inadecuada infraestructura de riego de sus canales principales, deficiente manejo y conducción del recurso hídrico, el escaso asesoramiento técnico para el mejoramiento de sus cultivos.
Dentro de las 11,139.68 ha de bosques hay como especie más común al algarrobo. La flora de esta ciudad se caracteriza principalmente por ser desértica encontrándose a los cactáceos y matorrales así como también hay tierras de cultivo a orillas de acequias que provienen de los ríos Motupe y La Leche.

### Ecología
Existe una tala indiscriminada de árboles de algarrobo, zapote y otros en el caserío La Viña, en donde extensas hectáreas de bosques han sido taladas para convertirlas en terrenos de cultivo, lo que está originando un deterioro del medio ambiente y el ecosistema.
La ciudad de Jayanca posee 8.793,09 ha de tierra con posibilidades de riego distribuidas en 137.16 hectáreas de pasto y 11.139,68 hectáreas de montes y bosques; así lo indicó el último censo agropecuario de 2020.

### Agricultura
Es una de las actividades económicas que tiene Jayanca, gracias a esta actividad muchas personas logran salir adelante aunque el problema es que no tienen el apoyo de las autoridades. El crecimiento de esta actividad ha sido tal que muchos la consideran como la principal en esta ciudad. La agricultura de Jayanca se basa en: maíz, arroz, caña, uva (la principal). La uva (Vitis vinifera) es la más producida, Este producto lo utilizan solo para exportar, es por eso, que la ciudad de Jayanca no le da tanta importancia como lo hacen con el maíz, el arroz o el algodón. 
El impedimento para que esta actividad siga prosperando es la falta de canales de regadío, y este problema es resuelto por los propios campesinos los cuales abren canales para que así pueda pasar el agua, su principal colaborador. Los cuadros que se mostraran a continuación fueron adquiridos en la Dirección Regional de Agricultura y al último censo de agricultura en el año de 1994. En este censo se sembraron 1.193,07 ha de cultivos transitorios.
En 1994 se calculó un total 8,777 pollos, 1,849 porcinos, 1,767 ovinos, 2,367 vacunos. También existe la crianza de otros animales. Beneficios de ganado en camales en el año 2009 de vacunos, ovino, porcino, caprino respectivamente.

### Industria
A principios del siglo XXI ha cobrado auge la instalación de empresas agroindustriales en Jayanca, aprovechando las bondades climáticas y de suelos propicios para la instalación de cultivos de frutales, y de otros cultivos de exportación (espárragos y vainitas). Además, gracias a su estratégica ubicación, estos productos vienen experimentando un rápido proceso de industrialización (jugos de frutas, conservas, esencias de aceites, menestras entre otros).
Entre las principales están:
- - Gandules SAC.
- - Agrícola del Sol SAC.
- - NAJSA.
- - PROSERLA SAC
- - Jayanca Fruits
- - Beta

## Autoridades

### Municipales
| Cargo              | Autoridad electa              | Partido político | Partido político |
| ------------------ | ----------------------------- | ---------------- | ---------------- |
| Alcalde distrital  | Hermes Carrillo Mori          |                  | Perú Libre       |
| Regidora municipal | Amparo Solís Sosa             |                  | Perú Libre       |
| Regidor municipal  | Humberdino Vásquez de la Cruz |                  | Perú Libre       |
| Regidora municipal | Jhajaira Purisaca Adriano     |                  | Perú Libre       |
| Regidor municipal  | Edilfonso Llatas Villegas     |                  | Perú Libre       |
| Regidor municipal  | Elmer Cienfuegos Espinal      |                  | Somos Perú       |

### Alcaldes anteriores
- 2019 - 2022: Julio César Mundaca Nunura, de Fuerza Popular (FP).

- 2015 - 2018: José Tapia Olazábal, de Alianza para el Progreso (APP).[2]

- 2011 - 2014: José Tapia Olazábal, del Alianza para el Progreso (APP).[3]

- 2007 - 2010: Juan Purisaca Vigil, del Partido Aprista Peruano (APRA).

- 2003 - 2006: Juan Purisaca Vigil, del Partido Aprista Peruano (APRA).

- 1999 - 2002: Juan Leguía Jiménez, del Movimiento Independiente ‘Vamos Vecino’ (VV).

### Policiales
- Comisaría
  - Comisarioː Capitán PNP César Delgado Díaz.[4]

## Patrimonio

### Arqueológico Jotoro
- Complejo arqueológico de Jotoro: Los restos del complejo arqueológico de Jotoro, se ubican a unos 6 km de distancia al este de la localidad de Jayanca en la provincia y departamento de Lambayeque, dentro de terrenos pertenecientes a la exhacienda La Viña, ahora sector Ojo de Toro.

Geográficamente se encuentra en la margen derecha del valle del río La Leche a una altitud aproximada de 70 m s. n. m. , sobre una amplia planicie que es irrigada por el actual canal Magdalena (hacia la margen izquierda de la misma) y que tiene su toma en la parte alta del río. Sus coordenadas UTM de referencia son: 634,900 E Y 9´290,850 N.
El sitio arqueológico de Jotoro, constituye uno de los más extensos y destacados vestigios prehispánicos de la región Lambayeque, cuyas características son únicas para la zona, especialmente, en cuanto se refiere a estructuras o construcciones de piedra que se ubican en las laderas y parte alta del cerro Jotoro (cerro principal).
Además de este cerro principal que tiene aproximadamente 100m. de altura, el sitio está constituido por otras tres formaciones rocosas de menor tamaño, donde también se ven vestigios prehispánicos; así como un variado conjunto de montículos de variada función cultural y tamaño que se distribuyen por toda la parte baja y llana de la zona arqueológica, delimitada en un promedio de 272 ha y complementan este panorama, un interesante paisaje de bosque de algarrobos, faiques, zapotes y arbustos que se mezclan con los testimonios arqueológicos y ; que sirve como hábitat natural de especies faunísticas propia de la zona. Estas características le asignan a la zona un valor agregado con potencial para desarrollar el turismo cultural y ecológico.
Los trabajos del proyecto arqueológico Jotoro, están orientados a realizar estudios de investigación para conocer el grado de desarrollo social, cultural y económico que alcanzaron las sociedades prehispánicas que ocuparon dicho lugar y establecer así, los niveles tecnológicos alcanzados en los aspectos de arquitectura, cerámica, metalurgia, patrones funerarios, etc.
Dentro de este marco, las investigaciones se desarrollan en el sector oeste del Complejo Arqueológico, específicamente en las áreas sectorizadas como oeste 1 y oeste 4, donde se viene realizando excavaciones arqueológicas en los montículos que se ubican de forma adyacente y parte baja de los cerros 2 y 3, respectivamente. 
Asimismo, recientemente, se ha establecido el inicio de excavaciones y limpieza de una gran estructura de piedra que se encuentra en la parte baja. Esta construcción corresponde a un gran recinto definido por muros de piedra canteada, con diversos ambientes o espacios ubicados al interior de ella, dando la impresión de haber sido un gran espacio dedicado a actividades públicas o de reuniones importantes, hipótesis de trabajo que deberá ser confirmada con nuestras excavaciones.
En los sectores oeste 1 y oeste 4, se viene encontrando interesantes evidencias de arquitectura de adobe cuyo patrón y elementos constructivos los relacionan con la época de ocupación Chimú (1370 d. C) e Inca (1470 d. C), las mismas que se reflejan en los hallazgos de cerámica y un conjunto de entierros, encontrados hasta el momento en el sector oeste 1.
- Huaca Chililí: Ubicada al norte. Oeste con una extensión de 46.78 ha es un complejo de 7 montículos agrupados en 3 núcleos importantes cuyas características es de la época moche – Lambayeque – Chimú. Con Resolución Directoral Nacional N.º 615/INC, de fecha 11 de agosto de 2004 se declara a Huaca CHililí como Patrimonio cultural de la Nación.

Se trata de un conjunto de siete montículos agrupados en torno a tres núcleos importantes, el primero ubicado hacia el lado Este del complejo, el segundo hacia el lado Sur y el tercero hacia el lado sudoeste, colindante con el anterior. 
Las huacas tienen una altura promedio de 6 a 10 m y un área promedio de 50 m² cada una.
Los montículos se encuentran soterrados y erosionados como consecuencia de las lluvias esporádicas y torrenciales. En general presentan buen estado de conservación y los ocasionales pozos de huaqueo sobre ellas no han causado grandes daños estructurales.
En la parte llana, alrededor de las huacas se observan restos de muros largos soterrados, conformando recintos de variada dimensión también se ha observado restos de cementerios con mayor actividad de huaqueros. Alrededor de estos pozos se observan (pedazos de vasijas) de estilo paleteado, adobes planos, rectangulares y algunos fragmentos de cantas de vidrios coloniales.
Por sus características es probable que CHililí tenga relación contemporánea con el complejo de Huaca Bandera en Pacora, es decir de la época de la cultura Moche siglo VIII y los inicios y desarrollo de la cultura Lambayeque.
Los vestigios coloniales observados indicarían la persistencia de su prestigio e importancia para la población, utilizando parte del complejo para prácticas funerarias en épocas prehispánicas. 
Por su ubicación y facilidad de acceso se convierte en un sitio vulnerable a la expansión urbana, pero a la vez un sitio potencialmente turístico, que no ha sido estudiada arqueológicamente.

### Arquitectónico
- Hacienda La Viña: Ubicada en el centro poblado menor de La Viña, al norte. Este de la ciudad de Jayanca a unos 5 km de distancia. La Viña fue conocida a nivel nacional e internacional por la crianza de toros de Lidia con vacas y toros del olivar en 1928 de origen parladé y veragúe, siendo su dueño Víctor Montero Kossout, habiendo participado en plazas importantes como la de Acho etc. Existe un proyecto de restauración de dicho bien el mismo que necesita financiación.

### Natural
- Bosques secos: Ubicados en los caseríos El Marco, El Mirador, Cahuide, etc.

## Cultura

### Festividades
- Feria del Patrón El Salvador (septiembre)
- Cruz de la Alameda (3 de mayo)
- Cruz del Río (5 de mayo)
- Cruz del Camal (25 de mayo)
- Cruz del Pozo (25 de agosto)
- San José Patriarca (19 de marzo)

### Creencias
Pueblo que se distingue por practicar la brujería y hechicería. Las historias de brujos, curanderos y adivinadores han sido asociadas con los antiguos países europeos, pero siempre como una historia.
Es interesante visitar a los "brujos" en sus consultorios y comprar, con fe, un bálsamo de amor, o ir al "huesero" chiclayano para que le "enderecen" la columna. Existe aquí una importante medicina folclórica que a base de hierbas, infusiones, humos, lavados y aguas termales curan verdaderamente los males.

### Danzas
- Danza de los pastores: Que se presentan en Oyotún, Zaña, Lagunas, Eten, Reque, Chiclayo, Pimentel, San José, Ferreñafe, Lambayeque, Mochumí, Illimo, Motupe, Jayanca, Mórrope, Pacora, Túcume, Olmos, Salas, cada una de ellas expresa en sus formas de bailar , su visión que tienen del serrano, pero también nos permite apreciar los giros lingüísticos lugareños, expresan la relación de lo festivo con el ciclo productivo, el proceso de transmisión niño-joven.

- Danza de negros o de los negritos:

Tiene diversas versiones como la de Ferreñafe, San José, Mórrope, Pimentel, Santa Rosa, Eten, Monsefú, Jayanca, Illimo, Huasicaj, Lagunas. Olmos, cada uno de ellos tiene sus peculiaridades

- Danza de año nuevo:

El Nuevo Año es un acontecimiento vital en el poblador de hoy, si es agricultor las lluvias de diciembre y el celaje de este mes son los propiciadores de buenos o malos augurios, en estos días los pueblos la celebran, de diferentes maneras y los pueblos campesinos con danzas, una más ricas que otras, una con más carga emocional, en algunos lugares se nota el decaimiento, en otros la vitalidad, son factores que debemos estudiar Entre las danzas de año nuevo tenemos: Los negritos y la vaca loca, el toro de manta de Jayanca, en Eten la danza de los Ángeles, Monsefú, Santa Rosa, la Danza de los negritos, quizá los más “Atrevidos”, la danzas de Ferreñafe.
- Danza de los ingleses:

Se bailaba en Jayanca a fines del siglo XIX.
- Danza de la vid:

Se bailaba hasta fines del siglo XX en Jayanca.

### Gastronomía
Jayanca no sólo se caracteriza por la variedad y exquisitez de sus potajes típicos, por la buena y apetitosa chicha, sino también por la calidad y prestigio de su vino. Existe todo un conjunto de platos típicos que se pueden consumir; ellos son: causa, espesado, cabrito, migadito y arroz con pato.
- La causa es un plato que es consumido básicamente los domingos y es expendido en lugares denominados "picanterías". Es un potaje que se elabora con yuca batida, lechuga, choclo, plátano, cebolla y pescado y se sirve acompañado de la rica chicha o vino.

- El espesado es un plato que tiene como ingrediente principal el maíz fresco, es decir, choclos, el cual es molido con bastante culantro, yerba que le permite darle el color verde, va acompañado por trozos de carne y guiso. Es común escuchar decir: el lunes es el día del "espesa'o.

- El migadito está compuesto de arroz molido con mondongo de chancho acompañado de camote y un aderezo especial.

- El cabrito es un plato consistente en arroz, frijol blanco, carne de cabrito, yuca y sarsa.

- Frito de costilla de chancho, se acompaña con yuca o camote.
- Pepián de pavo, acompañado con garbanzos y maní.
- Chirimpico de mondoguito, acompañado con arvejas, papas y yucas.
- Tamales.

### Bebidas
- El vino jayancano.
- La chicha de jora, fuerte o fresca.
- El yonque o aguardiente de caña.

## Jayancanos ilustres
- Carmelo Felix Medrano: nació en Canta, provincia de Lima, el 16 de julio de 1909, fue director del C.E. de Primaria 10125 de Jayanca, desde 1932 hasta 1982.

Con R.M. 685-85-ED, de fecha 28 de junio de 1985, se le otorga la condecoración de las Palmas Magisteriales del Perú en el Grado de Educador, por el aporte brindado a la Educación Nacional.
También fue secretario provincial de la FENEP Federación Nacional de Educadores del Perú, fue uno de los principales gestores para que Jayanca tuviera un TV colocado en el parque principal, siendo nuestra ciudad la primera que tuvo un televisor en el centro del parque.
- Javier Paredes Fuentes: popularente conocido en el ambiente artístico como " El Serrano Paredes", nació en Jayanca el 29 de septiembre de 1934. Desde el inicio de su vida destacó en el ambiente artístico y futbolístico.

Era admirable por su peculiar don y carisma. Muy joven participó como vocalista en la prestigiosa banda de Músicos "Progreso" que dirigía nuestro conciudadano señor Vicente Fuentes Martínez. Además actuó en diversas bandas y orquestas de nuestro departamento. 
Se le recuerda por su habilidad que poseía para tocar la guitarra e improvisar temas musicales en honor a cualquier persona o institución. Además, por ser jovial, amiguero, sincero, alegre y cordial. 
Conformó el trío Paredes, Quispe y Bayona, grupo que siempre nos hizo delirar al compás de guitarra y el dulce cantar. Integró por muchos años el coro de la iglesia de El Salvador, inspirando siempre una auténtica loa hacia Nuestro Redentor.
Nos legó infinidad de composiciones que han enriquecido nuestro canionero popular. Su nombre ha quedado grabado en todo corazón jayancano y siempre será sinónimo de música, canto, danza y baile.
Falleció el 8 de octubre de 1996, sus restos fueron acompañados por una enorme cantidad de personas que le brindaron un sentido adiós
- Luciano Quiroz Mío: nació en Jayanca, el 26 de septiembre de 1920. En el año 1931, cuando tenía la edad de 11 años se inclinó por la música, aprendiendo las primeras notas del profesor Héctor Palacios. En 1954, después de haber cumplido su servicio militar se inició como profesor de música, formando una Banda de Guerra en el C.E. 218, hoy 10125, ganando por primera vez a nivel departamental.

En el año 1956 pasó a enseñar al INEA 17 de Jayanca, ganando en Lambayeque, con la Banda de Guerra. En 1956 obtiene el primer puesto en el concurso de Bandas de Guerra, en la ciudad de Chiclayo. En 1962 fue uno de los impulsores y fundadores del Colegio Industrial 38, donde laboró por el lapso de 7 años. En 1963, por primera vez se corona campeón nacional al vencer en Trujillo a 14 bandas del ámbito nacional. 
Desde entonces hasta ahora ha formado y seguirá formando músicos, al frente de la Banda del C.E. Manuel Francisco Burga, bicampeona nacional.
- Adrián Quiroz Távara: sencillo y modesto hombre de ocupación artesano, padre de 6 hijos.

Desde muy niño puso de manifiesto su espíritu musical. En 1947 compuso su primera canción, en memoria de un amigo fallecido, la misma que la intituló: "Te aclamo desde el cielo". En 1948 compone el vals "San Pablo", canción que ha sido interpretada por la Banda de Músicos del Glorioso Ejército Peruano y por la Banda de la Fuerza Aérea del Perú.
En 1958 compuso "No te obligo", bolero que lo llevara a la fama. Fue grabado por el sello Smith e interpretada por Elio Franco (lito Efio).
Por el año 1968, en la ciudad de la primavera, Trujillo, se llevó a cabo el III Festival de Música, en el que participaron más de 700 temas musicales y renombrados cantautores peruanos. Adrián Quiroz Távara participó en el mencionado evento con los temas "El Señor de Huamantanga" y "No te obligo"; en la evaluación final ocupó uno de los primeros puestos. 
Por el año 1970, ya había compuesto más de 70 canciones entre ellas el bolero "Tu boda", "Nunca me dejes", "Venganza" y muchos temas más.
"Venganza", fue grabado por varios sellos; por ejemplo en Lanza del Perú, Centenario Record, entre otros. Ha sido interpretado por renombrados cantantes, tales como Rina Miranda, Elio Franco, Cecilio Alva, Los Mochicas, Carmencita Lara y los Arroceros del Norte. A la muerte de Elio Franco y el Jilguero del Huascarán, ha compuesto su último tema "El Tono los reclama".
- Lorenzo FUENTES RAMIREZ: integrante ilustre de la banda "PROGRESO", tío de Javier PAREDES FUENTES. También era conocido por sus exquisitos panes y su carisma que lo caracterizaba.